# پروانه (فیلم ۲۰۱۲)
پروانه (انگلیسی: Parvaneh) فیلمی کوتاه به کارگردانی تلخون حمزوی است که در سال ۲۰۱۲ منتشر شد.
تلخون حمزوی فیلمساز ایرانی مقیم سوئیس است که با این فیلم کوتاه نامزد جایزه اسکار ۲۰۱۵ شده است. او فیلمش را به زبان آلمانی تهیه کرده و از طرف کشور محل اقامتش، سوئیس به اسکار فرستاده شده است. این فیلم پیش از این در چند جشنواره خارجی دیگر نیز شرکت کرده است.
تلخون حمزوی این فیلم را برای پایان‌نامه کارگردانی فوق لیسانسش ساخته و برای همین فیلم جایزه نقره‌ای دانشجویی اسکار در سال ۲۰۱۳را نیز گرفته است.
فیلم کوتاه ۲۵ دقیقه‌ای «پروانه» درباره دختری افغان است که به اردوگاه پناهندگان سوئیس وارد شده، اما زمانی که از وضع بد سلامت پدرش آگاه می‌شود تصمیم می‌گیرد تمام پولش را که به شکل غیرقانونی به دست آورده، برای خانواده‌اش ارسال کند؛ او برای این کار مجبور است به شهر زوریخ برود و از آنجا که گذرنامه معتبر ندارد، قادر نیست پول را ارسال کند و در همین زمان با دختری به نام «امیلی» آشنا می‌شود و ماجراهایی برای این دو در ادامه فیلم رخ می‌دهد.